# 弗朗谢斯
弗朗谢斯（法語：Franchesse，法語發音：[fʁɑ̃ʃɛs]）是法国阿列省的一个市镇，位于该省北部，属于穆兰区。

## 地理
弗朗谢斯（46°38'12"N, 3°2'12"E）面积40.24 平方千米，位于法国奥弗涅-罗讷-阿尔卑斯大区阿列省，该省份为法国中部省份，北起涅夫勒省、西北接谢尔省，西南至克勒兹省，南至多姆山省，东南临卢瓦尔省，东临索恩-卢瓦尔省。
与弗朗谢斯接壤的市镇（或旧市镇、城区）包括：阿贡日、波旁拉尔尚博、库宗、利穆瓦斯、普济-梅桑日、圣莱奥帕丹多日、圣普莱西尔。

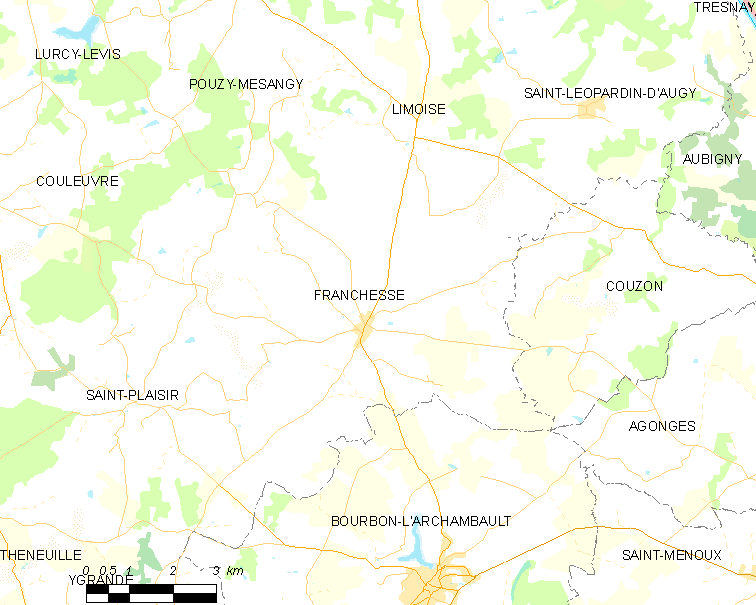
弗朗谢斯的OSM定位图

弗朗谢斯的时区为UTC+01:00、UTC+02:00（夏令时）。

## 行政
弗朗谢斯的邮政编码为03160，INSEE市镇编码为03117。

## 政治
弗朗谢斯所属的省级选区为波旁拉尔尚博县。

## 人口

1962-2008年间弗朗谢斯人口变化图示

弗朗谢斯于2022年1月1日时的人口数量为465人。